# Hydropus trichoderma
Hydropus trichoderma är en svampart som först beskrevs av Marcel Josserand, och fick sitt nu gällande namn av Rolf Singer 1962. Enligt Catalogue of Life ingår Hydropus trichoderma i släktet Hydropus,  och familjen Marasmiaceae, men enligt Dyntaxa är tillhörigheten istället släktet Hydropus,  och familjen Porotheleaceae. Arten är reproducerande i Sverige. Inga underarter finns listade i Catalogue of Life.